# Константин Хаджииванов
Константин Иванов Хаджииванов е български химик, член-кореспондент на Българската академия на науките. Научните му разработки са в областта на адсорбцията и катализ и значими научни приноси, свързани с инфрачервената спектроскопия на молекули-сонди за охарактеризиране на твърди повърхности.

## Биография
Константин Хаджииванов е роден на 1 февруари 1958 година в София. Учи в Софийската математическа гимназия. През 1981 година завършва Софийския държавен университет, специалност химия. След дипломирането си работи в Стопанския химически комбинат „Девня“.
През 1984 година постъпва на работа в Института по обща и неорганична химия като научен сътрудник III степен. На 30 години става Хумболтов стипендиант. Последователно преминава през всички академични длъжности в Института, като през 1990 година защитава малка докторска дисертация, през 1996 година се хабилитира а през 2000 година – голяма докторска дисертация на тема „Адсорбция, коадсорбция и реактивоспособност на малки молекули върху оксидни повърхности“. През 2004 година Хаджииванов е избран за директор на Института и до 2017 година изпълнява длъжността.
На 15 октомври 2012 година е избран е за член-кореспондент на БАН. На 9 януари 2017 година е избран за заместник-председател на Академията.
Ръководител е на множество международни и национални проекта. Поддържа сътрудничества с учени от България, Франция, Германия, Италия, Испания, Гърция, Румъния, Литва, СССР/Русия, САЩ и Индия. Канен е за гост-професор в университети във Франция и Италия, както и в Американското химическо дружество. Член е на редица национални и международни научни организации, между които Американското химическо дружество и Academia Europeae.
Към април 2018 година Хаджииванов има 205 научни публикации, с над 8300 цитирания и h-index – 45.
Председател е на Управителния съвет на Центъра за върхови постижения „Мехатроника и чисти технологии“.
Съветник на председателя на БАН и до януари 2021 г.
Заместник-министър на образованието от септември 2021 г.

## Награди
През 2007 година проф. Константин Хаджииванов е удостоен с почетната титла „доктор хонорис кауза“ на Университета на Каен в Долна Нормандия, Франция.
През 2008 година е удостоен с Награда „Питагор“ на Министерство на образованието и науката за принос към природните науки и математиката; през 2020 г. получава отново Награда „Питагор“ за цялостен принос в развитието на науката.